# Nuggets
Nuggets (eller Chicken nuggets) er et fødevareprodukt, der fremstilles af blendet kyllingekød tilsat diverse ingredienser (bl.a. kødklister) eller udskåret kyllingsbryst, paneret og herefter friturestegt eller bagt. Flere fastfood-restauranter sælger nuggets. På fastfood-restauranter frituresteges nuggets inden servering. 
Chicken nugget'en blev opfundet i 1950'erne af Robert C. Baker, en fødevareprofessor ved Cornell University og offentliggjort som et ikke-patenteret akademisk arbejde. Dr. Bakers opfindelse gjorde det muligt at forme en chicken nugget i enhver ønskelig form. 
McDonald's har siden 1980 solgt produktet som Chicken McNuggets.